# Двузърнест лимец
 Тази статия е за зърнената култура.  За други значения вижте Лимец.  
Двузърнестият лимец (Triticum dicoccum), наричан още емер и палба, е вид дива пшеница. В епохата на мезолит-неолита двузърнестият лимец е бил широко използван като растителна храна, а по-късно е изместен от културната пшеница. Рядко се култивира, главно в Южен Кавказ и Татарстан.

## Окултурен двузърнест лимец
Окултуреният двузърнест лимец (Triticum turgidum subsp. dicoccum) се отличава с добър добив върху бедни на хранителни вещества планински почви. Устойчив е на стъблена ръжда (Puccinia graminis) при висока влажност. Освен за хляб е подходящ и за фураж.
Генетично възниква преди 10 700 години в сегашна югоизточна Турция около Урфа с надморска височина 500 m, при влажна и студена зима (+2 С), и горещо и сухо лято (+38 С).
Двузърнестият лимец е тетраплоид 4n (четири основни набора хромозоми).